# Parashorea stellata
Espèce
Classification phylogénétique
Statut de conservation UICN

 VU  : Vulnérable
 Parashorea stellata est un grand arbre sempervirent d'Asie du Sud-Est.

## Nom vernaculaire
- Anglais: White Seraya

## Répartition
Forêts de plaine et des collines basses du Myanmar, Thaïlande, Péninsule Malaise et Viet Nam.

## Préservation
Menacé par la déforestation et l'exploitation forestière.